# Walter Lange (Dramatiker)
Walter Wilhelm Max Lange (* 6. Januar 1886 in Leipzig; † 12. April 1954 in Stuttgart) war ein deutscher Dramatiker, Schriftsteller, Historiker und Museumskurator.

## Leben und Wirken
Walter Lange wurde als Sohn eines Stadtamtmannes geboren. Nach dem Besuch der Thomasschule studierte er in Leipzig und Tübingen zunächst Theologie, später Philosophie, Geschichte und Germanistik. Von 1907 bis 1908 arbeitete er in der Lexikonredaktion am Bibliographischen Institut Leipzig mit, anschließend ging er bis 1910 als Hauslehrer nach Livland. 1913 wurde er mit der Arbeit Richard Wagner. Leben und Werk, ein religiös-sittliches Problem promoviert. Nach einer kurzen Anstellung als wissenschaftlicher Mitarbeiter im kultur- und universalgeschichtlichen Institut der Universität Leipzig und als Beschäftigter in der kulturhistorischen Abteilung der Bugra meldete er sich als Freiwilliger im Ersten Weltkrieg. 1919 begann er als Direktionsassistent und später als Kustos im Stadtgeschichtlichen Museum Leipzig zu arbeiten. Zum 1. Mai 1933 trat er in die NSDAP ein (Mitgliedsnummer 2.993.842), wurde aber im Dezember 1934 wegen einer früheren Logenzugehörigkeit ausgeschlossen. Im Rahmen des Zweiten Weltkriegs wurde Lange 1940 einberufen und nahm an Feldzügen in Frankreich, Griechenland und Russland teil.
1945 wurde er Direktor des Stadtgeschichtlichen Museums Leipzig, im Rahmen der Entnazifizierung allerdings bereits zum 1. April 1946 wieder entlassen. Ab diesem Zeitpunkt arbeitete Walter Lange als freischaffender Schriftsteller. Im November 1950 verließ er seine Heimatstadt Leipzig und siedelte nach Stuttgart über. 1952 kuratierte er dort noch die Ausstellung für kirchliche Kunst im Rahmen des 4. Deutschen Evangelischen Kirchentages, bevor er sich wegen einer schweren Augenerkrankung zur Ruhe setzen musste.
Bereits ab 1910 verfasste Walter Lange Dramen und Schauspiele, die u. a. in Leipzig, Ulm und Dessau aufgeführt wurden. Als Richard-Wagner-Verehrer schrieb er mehrere Bücher über den Komponisten, hinzu kamen zahlreiche Veröffentlichungen in Buch- und Artikelform zur Leipziger Stadtgeschichte sowie Firmen- und Jubiläumsschriften. Lange war u. a. Mitglied im Leipziger Kunstverein, im Verein für die Geschichte Leipzigs, in der Société "Union Musicologique", im Fürstlichen Institut für musikwissenschaftliche Forschung zu Bückeburg, in der Fraternität der Notarien und Literaten Leipzig und bis zu dessen Auflösung Vorstandsmitglied im Deutschen Patriotenbund.
Walter Lange war zweimal verheiratet, in erster Ehe ab 1919 mit Anna Katharina Elsa Lange (geb. Leib), in zweiter Ehe von 1941 bis zu seinem Tod mit Magdalena Lange (geb. Dinsch). Mit seiner ersten Ehefrau hatte er einen 1920 geborenen Sohn namens Hans Walter Heinrich Lange.

## Werk (Auswahl)

### Dramen und Schauspiele
- Sonnenwende (1910)
- Friedrich, DNB 574557865 (1925)
- Bismarcks Sturz. Ein Seherschicksal, DNB 574557822 (1927)
- Die blaue Blume, ein deutsches Mysterium (1933)
- Der königliche Führer, DNB 574557873 (1934)
- Eike, der Spiegler. Ein Kampf um deutsches Recht, DNB 574557830 (1934)
- Die Vollendung. Schauspiel um Richard Wagner, DNB 574557938 (1940)

### Sonstige Schriften
- Richard Wagner. Leben und Werk, ein religiös-sittliches Problem. Leipzig 1913, DNB 571431232.
- Richard Wagners universale Bedeutung. Anläßlich der Erschliessung der Richard Wagner-Sammlung "Rudolph E. Hagedorn" im Stadtgeschichtlichen Museum Leipzig. Wunderlich, Leipzig 1920, DNB 572193637.
- Richard Wagner und seine Heimatstadt Leipzig. Siegel, Leipzig 1921, DNB 362515670.
- Heinrich Laubes Aufstieg. Ein deutsches Künstlerleben im papiernen Leipzig. Haessel, Leipzig 1923, DNB 576265330.
- mit Clovis Clad: Der Rauchwarenhandel und seine Beziehungen zu Leipzig. Fischer & Wittig, Leipzig 1923, DNB 579294315.
- mit Andreas Paulsen: Deutschlands Jubiläumsfirmen. Handelskammerbezirk Leipzig. Rege, Deutscher Jubiläumsverlag, Leipzig 1925/1926, DNB 361011083.
- Das erste Halbjahrtausend der Kürschner-Innung zu Leipzig 1423–1923. Eine Würdigung. Kürschner-Innung, Leipzig 1925, DNB 361133294.
- Fünfzig Messen im Grossen Reiter. Ein Geburtstagssermon. Hoppe, Leipzig 1925, DNB 361133340.
- Mein Nachtbuch. Erste Vigilie. Kuhwald & Stentzler, Leipzig 1926, DNB 366520032.
- Die Stadt Leipzig. Fischer & Wittig, Leipzig 1926, DNB 576271594.
- Cantatefeier im Biedermeier. Ein Quodlibet in Prosa. Fleischer, Leipzig 1927, DNB 576265349.
- Von der Senfte zur Kraftdroschke. Ein Beitrag zur Geschichte des Leipziger Verkehrswesens 1705–1927. Festschrift. Koch, Leipzig 1927, DNB 361133421.
- Die Goldene Laute. Vom alten Fuhrmannsgasthofe zur modernen Großgarage. Erha-Verlag, Leipzig 1928, DNB 361133324.
- 100 Jahre F. W. Munckelt, Leipzig. Eine Würdigung. Metzger & Witting, Leipzig 1928, DNB 361133359.
- Cantate. Die Stadt Leipzig. Fischer & Wittig, Leipzig 1928, DNB 57455789X.
- Das tausendjährige Leipzig. Die Stadt der Mitte. Rege, Deutscher Jubiläumsverlag, 1928/1929, DNB 361151829.
- Fünfzig Jahre Johann Georg Bernhardt, Tuchgrosshandlung. Leipzig 20. Oktober 1880–1930. Bernhardt, Leipzig 1930, DNB 361133219.
- Clemens Thieme. Zum siebzigsten Geburtstage am 13. Mai 1931. Verlag Deutsche Buchwerkstätten, Leipzig 1931, DNB 361133391.
- Der Tunnel. 1831 bis 1931. Verlag Deutsche Buchwerkstätten, Leipzig 1931, DNB 361133405.
- Weib und Welt. Ein Wagnerbuch. Verlag Deutsche Buchwerkstätten, Leipzig 1931, DNB 574557954.
- Vom Klein-Paris zur Groß-Stadt. Ein Stück mitteldeutscher Verkehrsgeschichte anläßlich des 60jährigen Bestehens der Großen Leipziger Straßenbahn. 1872–1932. Große Leipziger Straßenbahn, Leipzig 1932, DNB 361133413.
- Das Leipziger Handwerk auf Grund der Akten und Urkunden sowie der Literatur alphabetisch und chronologisch nach dem ersten Auftreten in der Geschichte Leipzigs. Innungsausschuß des Leipziger Handwerks, Leipzig 1933, DNB 361133308.
- Die Autofernstrasse am Kreuz. Die Messestadt Leipzig im Autofernstrassenplan – eine wegebauliche Betrachtung (= Schriften zur Presse-Berichterstattung über Geschichte, Organisation und Bedeutung der Reichsmesse in Leipzig. Band 7). Leipziger Messamt, Leipzig 1933, DNB 580512320.
- Gustav Schürmann. [Lebensskizze]. Leipzig 1933, DNB 361133375.
- Hundert Jahre Buchhandlungs-Gehilfen-Verein zu Leipzig. [1833-1933]. Buchhandlungs-Gehilfen-Verein, Leipzig 1933, DNB 361133227.
- Der königliche Führer. Friedrich des Grossen Weg zur Unsterblichkeit (= Hirts deutsche Sammlung. Sachkundliche Abteilung. Geschichte und Staatsbürgerkunde. Gruppe 6: Persönlichkeiten. Band 3). Hirt, Breslau 1933, DNB 580512339.
- Das tönende Buch der Stadt Leipzig. Bibliographisches Institut, Leipzig 1935, DNB 580900738.
- Hoch zu Roß durchs Osterland. Reclam, Leipzig 1935, DNB 361133316.
- Der harfende Greif. Dreiviertel Jahrhundert im Dienste der Schwarzen Kunst. [Zum 75jährigen Jubiläum des Hauses Oscar Brandstetter]. Brandstetter, Leipzig 1937, DNB 361133286.
- Richard Wagners Sippe. Vom Urahn zum Enkel. Beck, Leipzig 1938, DNB 361133383.
- Von Wappen und Waffen. Eine waffenfrohe Geschichte. Geschrieben anläßläßlich des 125jährigen Bestehens der Büchsenmacherei J. D. Moritz' Sohn und des 25jährigen Inhaberjubiläums Bernhard Curt Moritz. Leipzig 1938, DNB 36113343X.
- Mars und Musen. Aus meinem Kriegstagebuch, Feldzug in Griechenland 1941. [Gedichte]. Leipzig 1941, DNB 574557903.